# Lijst van presidenten van Kiribati
Dit is een lijst van presidenten van Kiribati.

## Belangrijke gebeurtenissen in de geschiedenis van Kiribati
| 1892 | Gilbert- en Ellice-eilanden (Brits protectoraat) |
| 1916 | Britse kolonie                                   |
| 1979 | 12 juli: onafhankelijkheid                       |

## Presidenten van Kiribati (1972-heden)

### Chief Ministers (1972-1979)
| Chief Minister                     | Ambtstermijn | Ambtstermijn | Partij |
| ---------------------------------- | ------------ | ------------ | ------ |
| Reuben K. Uatioa (Regeringsleider) | 1972         | 1974         |        |
| Naboua Ratieta                     | 1974         | 1978         |        |
| Ieremia Tienang Tabai              | 1978         | 1979         | NPP    |

### Presidenten van Kiribati (1979-heden)
| President | President                           | Ambtstermijn       | Ambtstermijn       | Partij  |
| --------- | ----------------------------------- | ------------------ | ------------------ | ------- |
|           | Ieremia Tienang Tabai (1950)        | 12 juli 1979       | 10 december 1982   | NPP     |
|           | Rota Onorio (1919) (voorzitter)     | 10 december 1982   | 18 februari 1983   |         |
|           | Ieremia Tienang Tabai (1950)        | 18 februari 1983   | 4 juli 1991        | NPP     |
|           | Teatao Teannaki (1935-2016)         | 4 juli 1991        | 24 mei 1994        | NPP     |
|           | Tekiree Tamuera (1940) (voorzitter) | 24 t/m 28 mei 1994 | 24 t/m 28 mei 1994 |         |
|           | Ata Teaotai (voorzitter)            | 28 mei 1994        | 1 oktober 1994     |         |
|           | Teburoro Tito (1953)                | 1 oktober 1994     | 28 maart 2003      | CDP/MTM |
|           | Tion Otang (voorzitter)             | 28 maart 2003      | 10 juli 2003       |         |
|           | Anote Tong (1952)                   | 10 juli 2003       | 11 maart 2016      | BTK     |
|           | Taaneti Mamau (1960)                | 11 maart 2016      | heden              | TK      |

| Afkorting | Volledige naam                                                            |
| --------- | ------------------------------------------------------------------------- |
| NPP       | Gilbertese National Progress Party                                        |
| CDP       | Christendemocratische Partij Maneabau Te Mauri                            |
| MTM       | Maneaban Te Mauri (Berscherm de Maneaba) (conservatief; fusie CDP en NPP) |
| BTK       | Boutokaan Te Koaua (Pilaren van de Waarheid)                              |
| TK        | Tobwaan Kiribati                                                          |